# Max Ferner
Pour les articles homonymes, voir Ferner.
Max Ferner, né Maximilian Sommer le 18 avril 1881 et mort à Munich le 5 octobre 1940, est un librettiste, dramaturge et scénariste allemand.

## Biographie
Max Ferner a notamment écrit le livret de deux opérettes — en collaboration avec son ami Max Neal — pour le compositeur autrichien Karl Michael Ziehrer. Ces pièces ont été jouées en septembre 1913 et en février 1916.
Ferner a également écrit et co-écrit avec Max Neal plusieurs pièces de théâtre, dont beaucoup ont servi de base à des scénarios de films.
Il est le scénariste du film perdu d'Alfred Hitchcock, The Mountain Eagle (1926) et qui l'un des films les plus recherchés au monde.

## Filmographie partielle

### Comme scénariste
- 1925 : Aus der Jugendzeit klingt ein Lied
- 1925 : Der Schuß im Pavillon
- 1926 : Der siebente Junge
- 1926 : The Mountain Eagle d'Alfred Hitchcock
- 1926 : Heimliche Sünder
- 1926 : Ich hab mein Herz in Heidelberg verloren
- 1927 : Valencia de Jaap Speyer
- 1927 : Mein Heidelberg, ich kann Dich nicht vergessen
- 1928 : Le Destin des Habsbourg - La tragédie d'un empire (Das Schicksal derer von Habsburg) de Rolf Raffé
- 1929 : Waterloo de Karl Grune
- 1932 : Service de nuit de Henri Fescourt, d'après sa pièce Théodore est fatigué (Der müde Theodor), créée en 1913 (écrite avec Max Neal)
- 1934 : Zu Straßburg auf der Schanz
- 1937 : Die Hosenknöpf